# Opisthopsis rufithorax
Opisthopsis rufithorax é uma espécie de formiga do gênero Opisthopsis, pertencente à subfamília Formicinae.